# 相坂真菜美
相坂 真菜美 （あいさか まなみ、1985年2月4日 - ）は、女優、タレント、GoGo Dancerクリエイター、イベント・パーティープロデューサー、プロダクション社長。

## 略歴
京都府生まれ。父母、姉の4人家族の家庭で育つ。真菜美の曾祖伯母の夫は陶芸家の北大路魯山人である。真菜美の母の妹、蘑野郁子は京都を拠点に活動する現代画家である。
2007年、GoGo Dancer team 「Maneater」を結成。
2008年、株式会社Manny設立代表取締役就任。
2017年、株式会社Mannyを組織変更してPlan A.LLC.を設立、代表に就任。会社目的はManeater®️の商標管理貸与、Gogo dancerの育成、マネジメント、その他関連する一切のプロデュース業務。

## 出演

### テレビ
- 2000年 有線チャンネル「ASIAN美少女FILEプチドルスクール」レギュラー出演
- テレビ朝日 ｢科捜研の女3」第1話

### 映画
- 2001年「リリイ・シュシュのすべて」に出演[1]
- 2004年「花とアリス」に出演[2]

### CM
- NTT docomo東海 「結婚記念日編」
- MINISTOP 「りんごパフェ編」

### 雑誌
- 大洋図書「Men'sEgg」レギュラー(企画ページ、El's）

### PV
- 2009年 LOVE 『crazylove』
- 2009年 みひろ 『Happy Birthday』